# Doppelpendelklappe

Doppelpendelklappe

Doppelpendelklappe

Doppelpendelklappen sind eine Vorrichtung, die sich zum Aus- und Eintrag von feinkörnigen und groben Granulaten Schüttgüter eignet, die vordosiert anfallen, wie z. B. unter Filtern, Zyklonen und Fördereinrichtungen. 
Bei einer Doppelpendelklappe öffnen und schließen die beiden Klappenteller abwechselnd; wenn also die obere Klappe geöffnet ist, so ist die untere Klappe geschlossen und umgekehrt.
Durch diese Anordnung, bei welcher nie beide Klappen geöffnet sein können, ist eine sehr gute Abdichtung von Differenzdrücken möglich.

## Funktion und Aufbau
Die Antriebsform über eine Kurvenscheibe ist überlastsicher ausgeführt, so dass im Störfall (große Klumpen, die eingeklemmt werden) keine Selbstzerstörung der Doppelpendelklappe erfolgt.
Das System wirkt sowohl im Schließ- als auch im Öffnungsvorgang.
Zwei große Wartungsöffnungen erleichtern den Service und ermöglichen das Wechseln der Klappenteller im eingebauten Zustand.
Der Antrieb erfolgt gewichtsbetätigt, pneumatisch oder motorisch über eine Schlepphebel-Mechanik.